# The Apprentice (televisieserie)
The Apprentice is een Amerikaanse realityserie en spelprogramma van NBC, op de Vlaamse en Nederlandse televisie uitgebracht onder de titel Trumps troonopvolger.
Het eerste seizoen kwam gedurende de winter en het voorjaar van 2004 uit. Het programma is geproduceerd door Mark Burnett Productions en Trump Productions LLC. 
De serie wordt ook wel "de Ultieme Sollicitatie" genoemd waarbij een talentenjacht wordt gecreëerd om uiteindelijk de persoon te vinden die leiding kan geven aan een van de bedrijven van Donald Trump. Degene die wint, begint met een jaarsalaris van 250.000 dollar.
Het format van de serie is aan vele landen verkocht, en nationale versies werden gemaakt door onder andere de BBC, VT4 en BNN. Het themalied van de show is "For the Love of Money" van The O'Jays.
Er was ook een versie met beroemdheden die bekend staat als The Celebrity Apprentice. In deze variant proberen de kandidaten te winnen om geld in te zamelen voor een goed doel.

## De originele serie
Elke aflevering begint met een groep van kandidaten met verschillende achtergronden, zoals: onroerend goed, restaurantmanagement, politieke adviseurs en verkoopmanagement.
De kandidaten bestaan uit twee groepen: De vrouwen en de mannen die tijdens de serie gezamenlijk wonen in de Trump Tower op Manhattan. Aan het einde van elke episode wordt de slechtst functionerende kandidaat "ontslagen" door Donald Trump.
Er worden twee teams gevormd. De beide teams mogen hun eigen naam kiezen en elke week krijgen ze een interessante (zakelijke) opdracht van Donald Trump. De teams kiezen elke aflevering een teamleider die leiding geeft aan de opdracht van die week.
Het winnende team krijgt een bijzondere beloning terwijl het verliezende team op het matje moet komen bij Donald Trump. Dit team moet naar de "boardroom" (de stafkamer) waarbij Trump en twee van zijn vennoten (meestal Carolyn Kepcher, "Chief Operating Officer" en  "General Manager" voor de "Trump National Golf Club" en George H. Ross, "Executive Vice President and Senior Counsel" van "The Trump Organization") samen overleggen wie er weg moet. In latere series zijn Trumps kinderen Ivanka, Donald jr. en Eric de vennoten van Donald Trump. De teamleider kiest twee personen uit die hij of zij medeverantwoordelijk vindt voor het falen van de opdracht. Uiteindelijk beslist Donald Trump wie er ontslagen wordt. Zijn uitroep: "You're fired" in deze samenhang is een markant teken van de uitzending.
In 2015 stelde Trump zich kandidaat voor het presidentschap van de Verenigde Staten. Hij keerde daarom niet meer terug als presentator. Het vijftiende seizoen, dat in 2017 in première ging, werd in zijn plaats gepresenteerd door Arnold Schwarzenegger. Die stapte op zijn beurt na één seizoen op wegens tegenvallende kijkcijfers die volgens hem te wijten waren aan Trumps voortdurende betrokkenheid bij de show als uitvoerend producent. Trump beweert echter dat Schwarzenegger ontslagen werd.

## De serie in andere landen

### Engeland
In het Verenigd Koninkrijk zendt de BBC sinds 2005 jaarlijks een versie uit met ondernemer en onroerend-goedmagnaat Lord Alan Sugar, die ook al enkele malen op zoek ging naar de Junior Apprentice met 16- en 17-jarigen.

### België
In België zond de Vlaamse televisiemaatschappij VT4 in 2006 een Vlaamse versie uit getiteld De Topmanager waarbij Rob Heyvaert, CEO van Capco, de rol van Trump innam.

### Nederland
In 2005 maakte de AVRO een serie gelijkend op The Apprentice, rond de advocaat Bram Moszkowicz onder de naam De Nieuwe Moszkowicz. In deze achtdelige serie werden tien jonge juristen door Moszkowicz op de proef gesteld. De winnaar werd een baan bij het kantoor van Moszkowicz beloofd, een geldbedrag van 25.000 euro, een maatpak en een luxe auto van de zaak.
In 2011 produceerde BNN een Nederlandse adaptatie van het oorspronkelijke format, getiteld Topmanager Gezocht. Deze serie, die tot in detail naar het voorbeeld van de BBC-versie was gemaakt, draaide om Aad Ouborg, de man achter het Princess Household Appliances merk. Ouborgs versie van de beruchte zin "You're fired!" was "Met jou ga ik niet ondernemen."
In 2022 komt Videoland met de Nederlandse variant op de VIPS-editie onder de naam Celebrity Apprentice. Het programma wordt gepresenteerd door Michel Perridon.

### Elders
- The Apprentice Australia met hypotheekverschaffer Mark Bouris
- The Apprentice Italia met Benetton-topman Flavio Briatore
- The Apprentice Ireland met industrieel Bill Cullen
- The Apprentice New Zealand met onroerend-goedmagnaat Terry Serepisos